# Sebastián Martínez (actor)
Sebastián Martínez (Medellín, 7 de enero de 1983) es un actor colombiano.

## Biografía
Sus padres se mudaron a Bogotá en busca de oportunidades laborales cuando Sebastián tenía cinco años. A los nueve años sus padres lo llevaron a una audición en el que fue seleccionado para el protagónico de la telenovela Padres e hijos (2005). A la vez, entró becado en la Compañía Musical de Misi donde cursó diez años y estudió en la Academia Charlot de Bogotá. Pero la telenovela Ángel de la guarda mi dulce compañía (2003). 
Su protagónico en “Juegos prohibidos” le ganó el premio de Mejor papel protagónico. Luego vinieron "Mujeres", "Hospital Central", “Sin retorno” y “El penúltimo beso”. Ha sido elegido como Actor Revelación en los Premios TV y Novelas, tuvo el primer puesto de la versión de “Bailando por un sueño” y fue elegido para participar de la obra “Cabaret”.
Entre sus trabajos se encuentran las serie de Netflix, Pálpito, con dos temporadas, fue lanzada en 2022, y Accidente, estrenada en 2024.

## Filmografía

### Televisión
| Año       | Título                                | Personaje                          |
| --------- | ------------------------------------- | ---------------------------------- |
| 2025      | Medusa                                | Esteban Arco                       |
| 2024      | Accidente                             | Emiliano Lobo                      |
| 2022-2023 | Pálpito                               | Zacarías Cienfuegos                |
| 2022      | Dejémonos de Vargas                   | Él mismo                           |
| 2022      | Hasta que la plata nos separe         | Rafael Méndez                      |
| 2022      | Primate                               | David Giovani "Dave"               |
| 2021      | Enfermeras                            | Él mismo                           |
| 2020-2021 | Pa' quererte                          | Mauricio Reina de la Hoz           |
| 2018-2019 | Rosario Tijeras                       | Daniel Salgado 'el Ángel'          |
| 2018      | La bella y las bestias                | Antonio José Ramos 'el Colombiano' |
| 2017      | La querida del Centauro               | Juan Fernando Rodríguez 'el Primo' |
| 2016-2017 | La ley del corazón                    | Camilo Borrero Tovar               |
| 2016      | Contra el tiempo                      | Daniel Uribe / Daniel Pérez        |
| 2016      | Bloque de búsqueda                    | Capitán Antonio Gavilán            |
| 2015-2016 | Las santísimas                        | Esteban Figueroa                   |
| 2015      | Anónima                               | Carlos Luna                        |
| 2014      | El estilista                          | Esteban Ávila                      |
| 2013      | Allá te espero                        | Álex Montoya                       |
| 2010-2011 | Los caballeros las prefieren brutas   | Kenny Paulsen                      |
| 2010-2011 | La Pola                               | Jorge Tadeo Lozano                 |
| 2010      | Rosario Tijeras                       | Emilio Echegaray                   |
| 2009      | El penúltimo beso                     | Manolo Izquierdo                   |
| 2008      | Sin retorno                           | Marcelo                            |
| 2006      | Mujeres                               | Asdrubal                           |
| 2005-2006 | Juegos prohibidos                     | Ignacio "Nacho" Bueno              |
| 2005-2006 | Hospital central                      | Edi, chico colombiano              |
| 2004-2005 | La viuda de la mafia                  | Elkin Montes                       |
| 2003-2004 | Ángel de la guarda, mi dulce compañía | Kenny                              |
| 1999-2002 | Padres e hijos                        | Santiago Gallego Sánchez           |

## Reality
| Año  | Título                   | Personaje    |
| ---- | ------------------------ | ------------ |
| 2017 | Asombrosamente           | Presentador  |
| 2016 | Minuto para ganar Kids 2 | Presentador  |
| 2015 | Minuto para ganar Kids   | Presentador  |
| 2013 | Mundos opuestos          | Presentador  |
| 2006 | Bailando por un sueño    | Participante |

## Cine
| Año  | Título         | Personaje |
| ---- | -------------- | --------- |
| 2013 | Gallows Hill   | Ramón     |
| 2010 | Dulce traición | Felipe    |

## Premios y nominaciones

### Premios TvyNovelas
| Año  | Categoría                             | Telenovela o serie   | Resultado |
| ---- | ------------------------------------- | -------------------- | --------- |
| 2017 | Villano favorito de telenovela        | La ley del corazón   | Ganador   |
| 2017 | Villano favorito de serie             | Bloque de búsqueda   | Ganador   |
| 2015 | Mejor actor de reparto de serie       | El estilista         | Ganador   |
| 2014 | Mejor actor protagónico de telenovela | Allá te espero       | Ganador   |
| 2011 | Mejor actor protagónico de serie      | Rosario Tijeras      | Ganador   |
| 2006 | Mejor actor protagónico               | Juegos prohibidos    | Ganador   |
| 2005 | Mejor actor revelación                | La viuda de la mafia | Ganador   |
| 2002 | Mejor actor revelación                | Padres e hijos       | Nominado  |

### Premios India Catalina
| Año  | Categoría                                               | Telenovela o serie | Resultado |
| ---- | ------------------------------------------------------- | ------------------ | --------- |
| 2017 | Mejor actor antagónico de telenovela o serie            | La ley del corazón | Nominado  |
| 2017 | Mejor actor antagónico de telenovela o serie            | Bloque de búsqueda | Nominado  |
| 2017 | Personalidad favorita de televisión                     | Bloque de búsqueda | Ganador   |
| 2015 | Mejor actor de reparto de telenovela o serie            | El estilista       | Nominado  |
| 2014 | Mejor actor antagónico de telenovela, serie o miniserie | Allá te espero     | Nominado  |
| 2006 | Mejor actor protagónico de telenovela                   | Juegos prohibidos  | Nominado  |

### Otros premios obtenidos
- Latin Pride al mejor actor por: Rosario Tijeras.[13]
- Premios Produ 2022 al mejor actor   por: Pálpito.[6]